# Künstlerkolonie Holzhausen am Ammersee

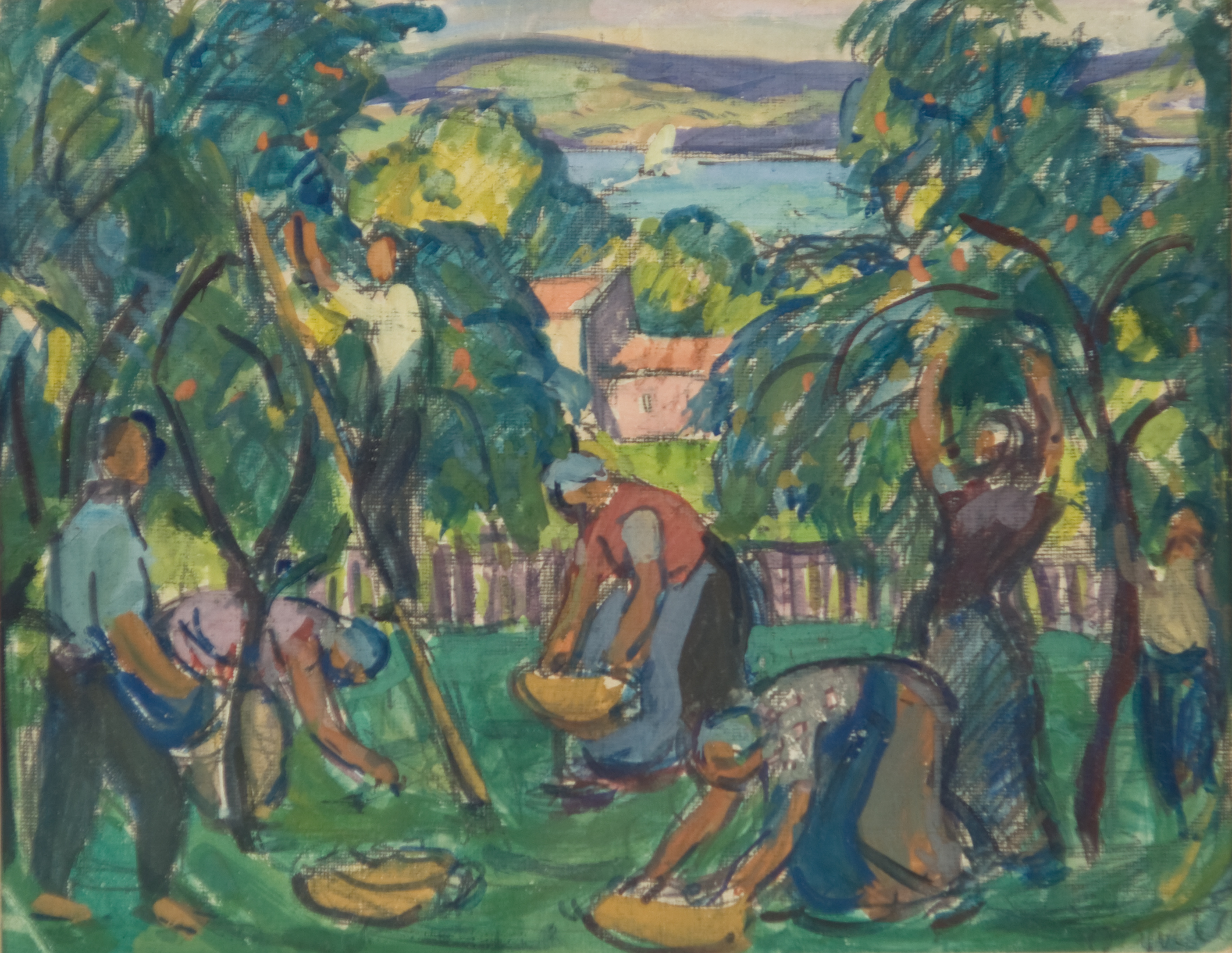
Otto Weil: Ernte in Holzhausen am Ammersee

Die Künstlerkolonie Holzhausen am Ammersee entstand kurz nach 1900. Zunächst fanden sich Schüler der Münchner Akademie mit ihrem Lehrer  Paul Hoecker hier zu Malaufenthalten ein. Ein Teil von ihnen und im Gefolge weitere Künstler bauten sich schließlich Atelierhäuser im Ort oder am Seeufer und nutzten diese als Haupt- oder Zweitwohnsitz. Verbindende Elemente untereinander und mit den Künstlerkollegen, die zu wiederkehrenden Besuchern wurden, waren neben den gemeinsamen Lehrern an der Akademie die Mitarbeit an den Zeitschriften Jugend und Simplicissimus und noch weitergehend der zeitweilige Zusammenschluss eines Teils zur Künstlergruppe Scholle. Holzhausen ist Mitglied in der Vereinigung der europäischen Künstlerkolonien euroArt.

## Ausgangspunkt: Von der Kunst- und Akademie-Stadt München hinaus aufs Land
Während der Regentschaft des Prinzregenten Luitpold von Bayern kam es in der Residenzstadt München Ende des 19. / Anfang des 20. Jahrhunderts zu einer kulturellen Blüte in Kunst und Wissenschaft. Bereits ab der Mitte des 19. Jahrhunderts hatte sich die Königliche Akademie der Bildenden Künste mit ihren Malerfürsten Franz von Lenbach, Friedrich August von Kaulbach und Franz von Stuck einen glänzenden Ruf erworben. Dadurch immatrikulierten sich an der Akademie vermehrt unzählige Schüler nicht nur aus dem deutschsprachigen Raum, die nach ihrer Ausbildung eigene Wege gingen und zu weltbekannten Künstlern avancierten, u. a. Franz Marc und Wassily Kandinsky. Die Suche nach künstlerisch zu verarbeitenden neuen Erfahrungen und die damit verbundene Neugierde endeten nicht an den Grenzen von Schwabing, dem Zentrum der Bohème mit ihren legendären rauschenden Festen. Wander- und Fahrradausflüge führten Literaten und Maler zunehmend in die ländliche Umgebung Münchens. Mit der Hinwendung zur Freilichtmalerei durchstreiften mehr und mehr Malereischüler, teilweise im Gefolge ihrer akademischen Lehrer, Gegenden wie das Dachauer Moos oder die oberbayerische Seenlandschaft, immer auf der Suche nach Motiven für ihre Skizzen oder Gemälde, dabei sinnenfreudiger Einkehr in den Dorfgaststätten nicht abgeneigt.
Bereits 1875 zog es Wilhelm Leibl an den Ammersee, wo er in Schondorf zwei Jahre lebte und im Dorfleben Vorlagen für seine realistischen Porträts und bäuerlichen Alltagsszenen aufspürte. Einige Jahre später folgte der Maler Eduard Selzam, logierte eine Zeitlang beim Postwirt in Unterschondorf, heiratete eine Postwirtstochter, die Halbschwester von Wilhelm Leibls Geliebter. Ab 1889 baute sich Selzam ein „Schlössl“ in Utting am Ammersee, am südlichen Ortsausgang in Richtung der späteren Künstlerkolonie Holzhausen. Wohl auf Empfehlung durch Selzam kam 1893 Paul Hoecker, Gründungsmitglied der Münchener Secession, der erste Moderne unter den Professoren der Akademie mit seinen Schülern zum Pleinair-Malen für einen Sommer an den Ammersee. Dieses Datum markiert die Entdeckung und beginnende Inbesitznahme des unscheinbaren Bauerndörfchens Holzhausen durch Künstler aus dem nahen München.

## Das Dorf

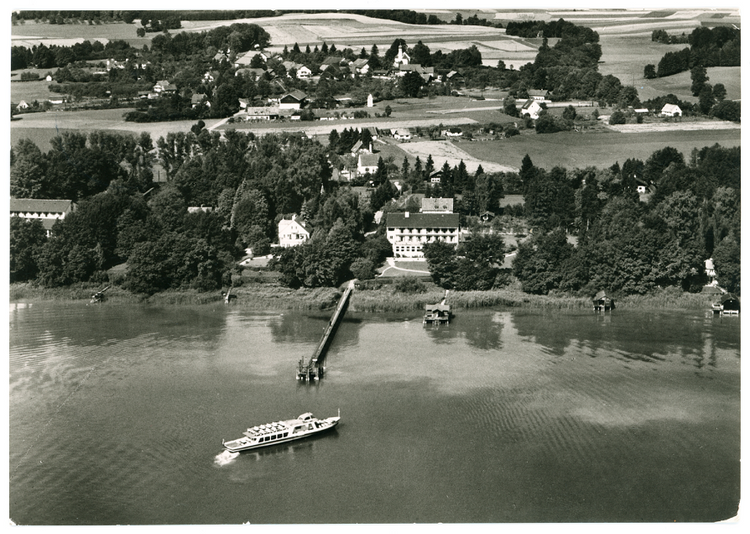
Holzhausen mit Dampfersteg

Bereits 776 wurde der Ort urkundlich erwähnt. Auch an der Wende zum 20. Jahrhundert, als die ersten Künstler hierher kamen, bestand die landwirtschaftlich geprägte Ansiedlung nur aus rund einem Dutzend Häusern, die sich um die bis auf die Romanik zurückreichende Kirche auf einer kleinen Anhöhe gruppierten.
Was Moos und Moor in den bekannteren Künstlerkolonien Dachau oder Worpswede an Inspiration lieferte, das spendete hier den ankommenden Malern der See mit seinen ausgedehnten Ufergefilden und den nach Westen ansteigenden Moränenhügeln, sowie an klaren Tagen die Alpensilhouette. Der etwa 700 Meter vom Ortskern entfernte See lässt sich gegen Osten hinter üppigem Uferbewuchs bereits erahnen. Das Panorama, das sich vom idyllischen Höhenfriedhof an der Kirche bietet, eröffnet sogar in einem Ausschnitt den direkten Blick auf die Wasserfläche. Die ursprünglichen Bewohner waren Bauern und Handwerker, Fischer gab es unter ihnen nicht. Die Grundstücke am See galten als saure Wiesen, also wenig ertragreich, und damit günstig.
Für Unterkunft und Einkehr bot sich in der Ortsmitte, unterhalb der Kirche, der Dorfgasthof Zimmermann an, sowie später das Hotel Panorama und einige Pensionen direkt am Seeufer. Essentiell für die Erreichbarkeit von München aus war die Entwicklung des Eisenbahnnetzes. Hieß es anfangs, den Zug bis Grafrath zu nehmen, anschließend auf die Amperschifffahrt bis zur Nordspitze des Sees umzusteigen, um dann noch per Schiff oder zu Fuß das endgültige Ziel anzusteuern, so verbesserte sich ab 1898 die Situation deutlich, als die Ammerseebahn entlang des Westufers den Betrieb aufnahm. Kurz darauf konnte sogar von einem eigenen Dampfersteg beim Hotel Panorama nach Herrsching zum Zug Richtung München übergesetzt werden.

## Die Blütezeit und ihr Ausklang

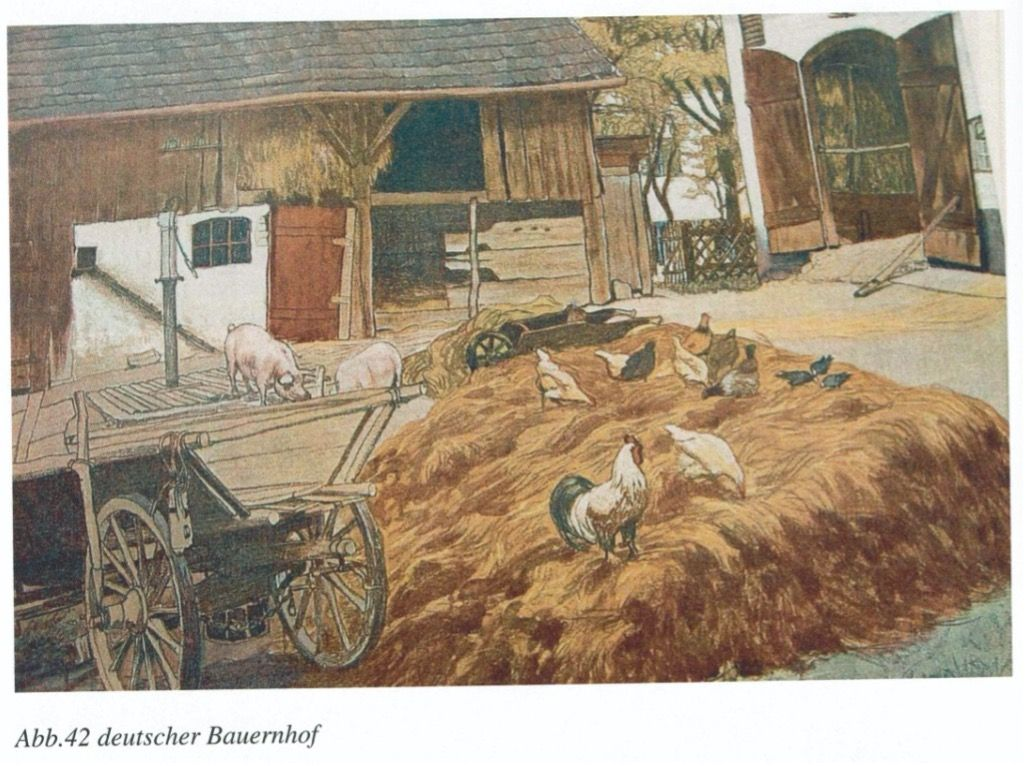
Walter Georgi: Sammelmappe

In dieser Umgebung fühlte sich die Malklasse von Paul Hoecker offenbar sehr schnell heimisch. Man quartierte sich bei den Bauern am Ort und in den billigen Zimmern des Gasthauses Zimmermann ein, wo man sich nach der Malarbeit traf und in fröhlicher Runde mit der ortsansässigen Jugend feierte. Primär um frei von den Zwängen des etablierten Kunstbetriebes gemeinsam, z. B. im Münchener Glaspalast, ausstellen zu können, entwickelte sich organisatorisch die Künstlervereinigung Scholle. 1899 gegründet, entstammte der Großteil der Mitglieder der Malklasse von Hoecker.
Drei dieser Scholle-Maler ließen sich im Ort Holzhausen nieder: Walter Georgi, Adolf Münzer und Fritz Erler (zunächst zusammen mit seinem Bruder Erich Erler). Sie erwarben zwischen 1903 und 1905 Grundstücke und bauten sich darauf Atelierhäuser nach ihren jeweiligen Vorstellungen. Nahezu zeitgleich kauften 1902/03 der Bildhauer Mathias Gasteiger und seine Ehefrau, die Malerin Anna Gasteiger, ein paar hundert Meter südlich des Selzam-Schlössls saure Wiesen am Seeufer, aus heutiger Sicht wertvolle Seegrundstücke, und errichteten darauf ein Haus im Jugendstil und einen Park in der Blickachse über den See auf das Kloster Andechs. Der Maler, Zeichner und Karikaturist Eduard Thöny tat es ihnen 1906 nach und ließ sich in unmittelbarer Nähe ein Gärtnerhaus zum Wohnhaus mit angegliedertem Tennisplatz umbauen. Thöny verband mit den ansässigen Scholle-Malern die Tätigkeit bei der Zeitschrift Jugend und beim satirischen Wochenblatt Simplicissimus. In seinem Haus waren u. a. häufig die Simplicissimus-Kollegen Ludwig Thoma und Olaf Gulbransson sowie der Verleger Albert Langen zu Gast.
Wenige Jahre später erweiterten der Gestalter und Illustrator Paul Neu und der Maler Kurt Kühn an der Seeholzstraße südlich des Hotels Panorama die Uferzeile, während sich das Anwesen der Porträtmalerin Clara Ewald im Osten an den Dorfkern anschloss. Kurt Kühn schrieb einen Schlüsselroman über jene Zeit, der leider nicht veröffentlicht wurde. Neben den Künstlern, die im Dorf lebten oder zumindest ihren Zweitwohnsitz dort hatten, kamen immer wieder befreundete Maler für kurze oder längere Aufenthalte an den See. Dort entstandene Werke belegen die Aufenthalte. Das gilt vor allem für die Scholle-Mitglieder Leo Putz, Edward Cucuel, Walter Püttner und Reinhold Max Eichler. Zu nennen sind hier zudem der Münchner Ludwig Bock und seine Schülerin und erste Frau Hansl Bock, sowie deren Mutter, die Malerin Johanna Merré, und ihr Stiefvater, der Maler Franz Hienl-Merré.
Die Scholle hatte sich als Künstlervereinigung bereits 1911 wieder aufgelöst, die Mitglieder verfolgten ihre teils sehr erfolgreichen Wege getrennt weiter. Die in Holzhausen ansässigen Münzer, Georgi und Fritz Erler erhielten Professuren und große öffentliche Aufträge. Auch nach der ersten Hochphase der Künstlerkolonie hatte diese ihre Anziehungskraft nicht verloren. In den frühen 1920er Jahren kamen der Maler Otto Weil und dessen Ehefrau die Elfenbeinschnitzerin Johanna Speckner nach Holzhausen.
Die zwei Weltkriege und die turbulente Zwischenkriegszeit hinterließen auch in der Künstlerkolonie ihre Spuren und verursachten mitunter Lebensbrüche. Während einige Mitglieder sich mit dem Nationalsozialismus arrangierten, musste sich Clara Ewald ins Exil retten. Malwine Georgi, die Frau von Walter Georgi, wurde 1944 ins KZ Theresienstadt deportiert, wo sie kurz danach starb.

## Nach 1945

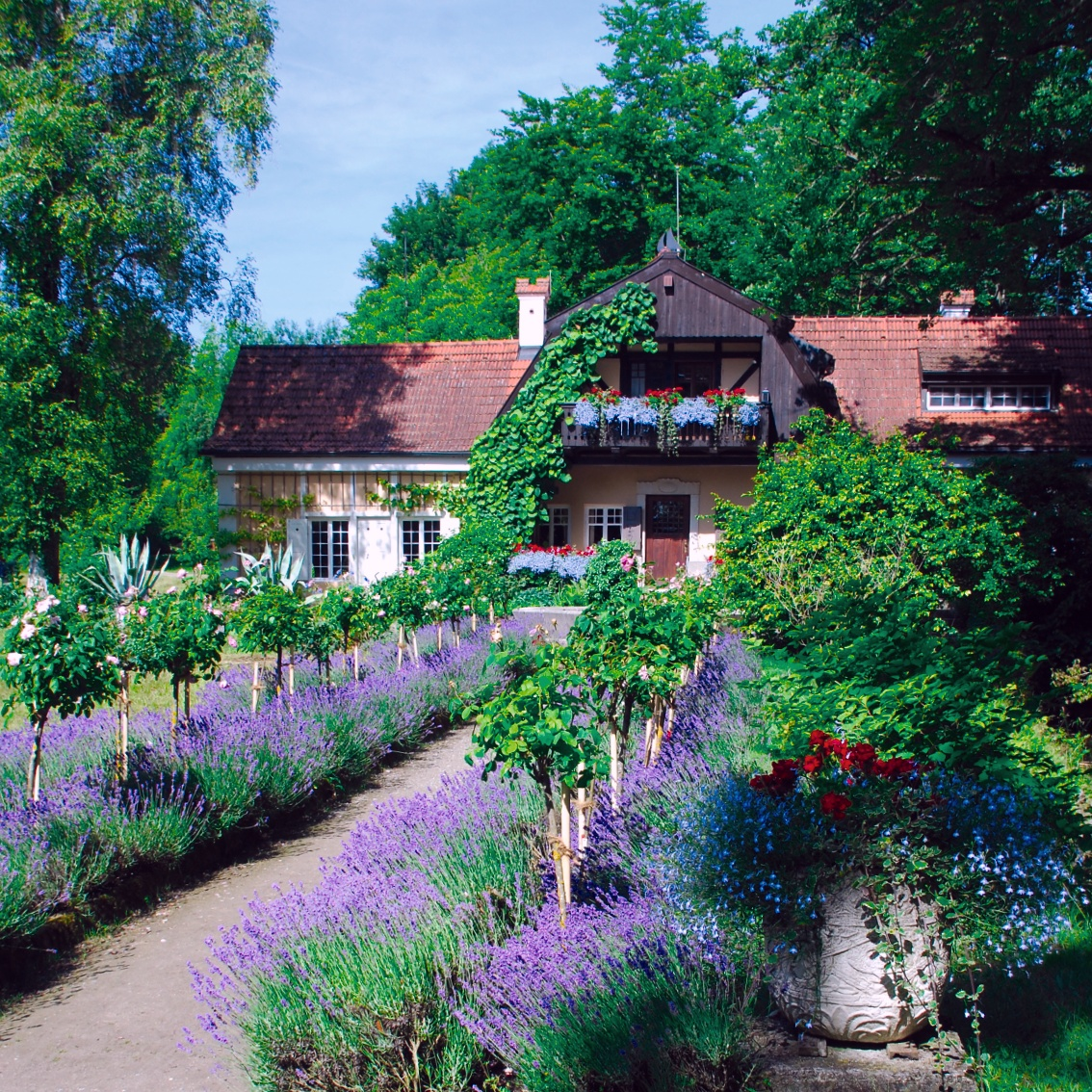
Künstlerhaus Gasteiger

Die Erbauer der Künstlerdomizile hatten die große Zäsur 1945 meist nicht mehr erlebt oder starben in den 1950er Jahren. Ihre Grabsteine auf dem Höhenfriedhof von Holzhausen legen Zeugnis über die Blütezeit des Künstlerdorfs ab. Die Künstlerhäuser existieren noch, und der Reiz ihrer Geschichte und Ausstattung hat neue Bewohner angezogen bzw. eine veränderte Nutzung stimuliert. Das Winterhaus von Adolf Münzer erwarb die  Opernsängerin Claire Watson und lebte mit ihrem Ehemann David Thaw, ebenfalls Sänger, dort bis zu ihrem frühen Tod 1986. Im Haus von Georgi wohnte nach dem  Krieg zunächst der Maler Hans Jakob Mann und danach eine Zeitlang der Galerist und Sammler Alfred Gunzenhauser. Das Haus von Otto Weil und Johanna Speckner ging bereits in den 1930er Jahren an deren Schwester über, die Cembalistin Anna Barbara Speckner, die sich dort immer wieder mit ihrem Ehemann, dem Musikwissenschaftler Thrasybulos Georgiades aufhielt. Die vom Erbauerehepaar mehrfach erweiterte Gasteiger-Villa wurde von der Bayerischen Schlösserverwaltung übernommen und beherbergt ein Museum mit Werken der ursprünglichen Besitzer. Außerdem dient sie als für Hochzeiten begehrte Außenstelle des Uttinger Standesamts. Ein kleines privates Museum in Holzhausen zeigt Werke von Adolf Münzer. Eine umfassendere Repräsentation der Scholle-Maler findet sich im Neuen Stadtmuseum Landsberg am Lech, sowie in der Sammlung Unterberger in Meran und im Museum Gunzenhauser in Chemnitz. 2021 wurde das Werk der Illustratorin und Werbegraphikerin Emma Wirth entdeckt, die fast 50 Jahre bis zu ihrem Tod im Jahr 2000 zurückgezogen in Holzhausen gewohnt und gearbeitet hatte. Ihre bekannteste Werbegraphik ist das „Pfanni-Mädchen“.
Die JES-Kulturstiftung hat sich zur Aufgabe gemacht, die Historie des Künstlerdorfes Holzhausen bekannt zu machen. Sie veröffentlicht Lebensgeschichten und Werke in einem virtuellen Museum.